# Salmo 142

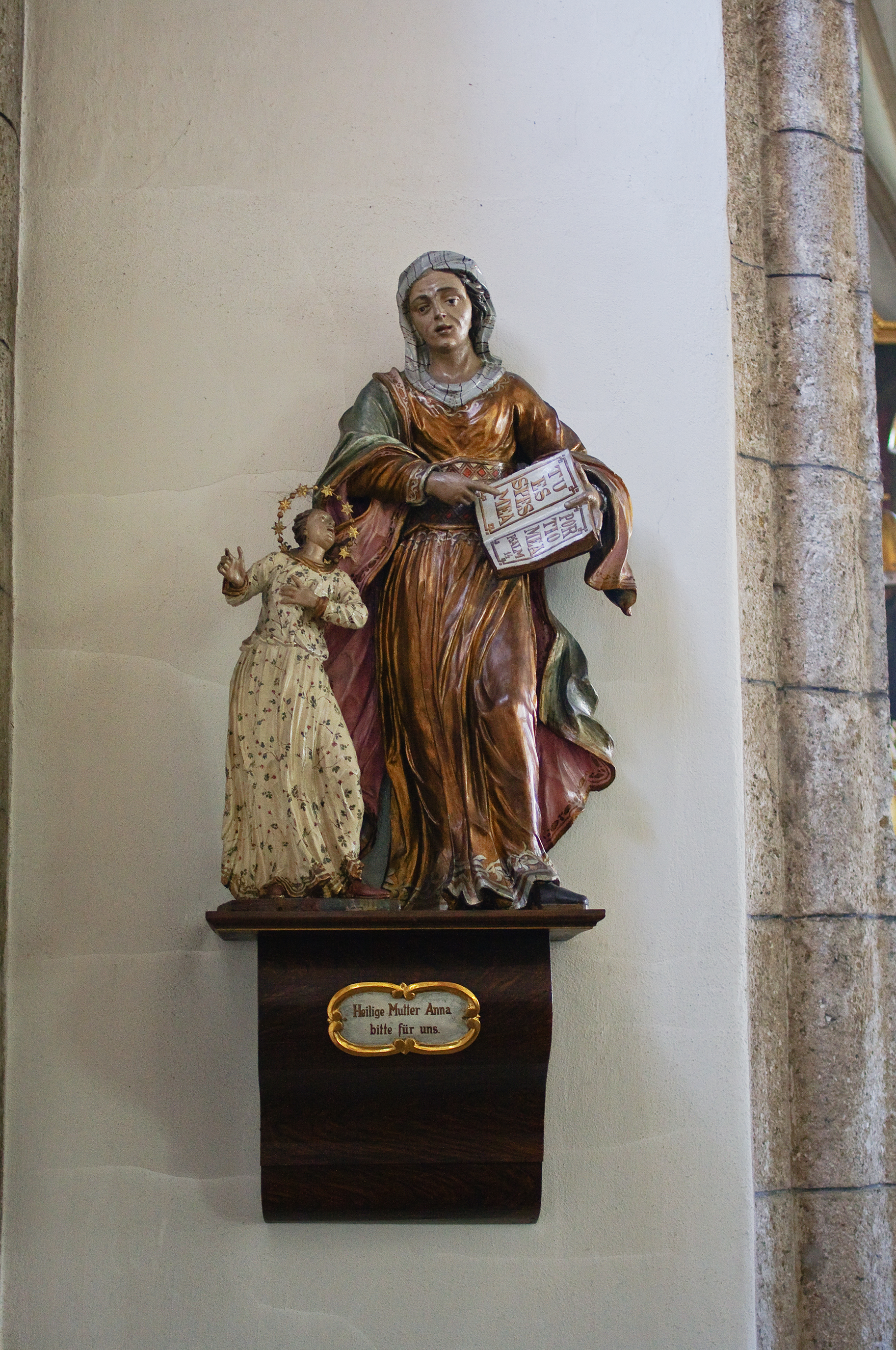
Estatua de María y Santa Ana en la iglesia de Molln; Ana sostiene un pergamino con una cita del Salmo 142: Tu es spes mea, portio mea («Tú eres mi refugio y mi porción»).

El Salmo 142 es el salmo 142 del Libro de los Salmos, que comienza en inglés en la versión King James: «Clamé a Jehová con mi voz». En el sistema de numeración ligeramente diferente utilizado en la versión griega Septuaginta de la Biblia, y en la Vulgata latina, este salmo es el Salmo 141. En latín, se conoce como «Voce mea ad Dominum clamavi». Se atribuye a David en los versículos iniciales. Está etiquetado como un «maschil» o contemplación. El texto se presenta como una oración pronunciada por David en el momento en que se escondía en la Cueva de Adulam (parte de la narración de David y Jonatán en los Libros de Samuel). Albert Barnes señala que «una oración cuando estaba en la cueva» podría significar que fue una oración que compuso mientras estaba en la cueva, o una que compuso en una fecha posterior, «poniendo en forma poética la sustancia de la oración que exhaló allí». En consecuencia, se utiliza como oración en momentos de angustia. 
El salmo se utiliza como parte habitual de las liturgias judía, católica, luterana, anglicana y otras liturgias protestantes; se le ha puesto en música.

## Texto
La siguiente tabla muestra el texto en hebreo del Salmo con vocales, junto con el texto en griego koiné de la Septuaginta y la traducción al español de la Biblia del Rey Jacobo. Tenga en cuenta que el significado puede diferir ligeramente entre estas versiones, ya que la Septuaginta y el texto masorético provienen de tradiciones textuales diferentes. En la Septuaginta, este salmo está numerado como Salmo 141.
| #     | Hebreo                                                         | Español | Griego |
| ----- | -------------------------------------------------------------- | --- | --- |
| [ 8 ] | מַשְׂכִּ֥יל לְדָוִ֑ד בִּֽהְיוֹת֖וֹ בַמְּעָרָ֣ה תְפִלָּֽה׃                                  | (Maschil de David; Una oración cuando estaba en la cueva).                                                                                 | Συνέσεως τῷ Δαυΐδ, ἐν τῷ εἶναι αὐτὸν ἐν τῷ σπηλαίῳ· προσευχή. -                                                                  |
| 1     | ק֭וֹלִי אֶל־יְהֹוָ֣ה אֶזְעָ֑ק ק֝וֹלִ֗י אֶל־יְהֹוָ֥ה אֶתְחַנָּֽן׃                          | Clamé al Señor con mi voz; con mi voz imploré al Señor.                                                                                    | ΦΩΝῌ μου πρὸς Κύριον ἐκέκραξα, φωνῇ μου πρὸς Κύριον ἐδεήθην.                                                                     |
| 2     | אֶשְׁפֹּ֣ךְ לְפָנָ֣יו שִׂיחִ֑י צָ֝רָתִ֗י לְפָנָ֥יו אַגִּֽיד׃                               | Derramé ante él mi queja; le mostré mi angustia.                                                                                           | ἐκχεῶ ἐνώπιον αὐτοῦ τὴν δέησίν μου, τὴν θλῖψίν μου ἐνώπιον αὐτοῦ ἀπαγγελῶ.                                                       |
| 3     | בְּהִתְעַטֵּ֬ף עָלַ֨י ׀ רוּחִ֗י וְאַתָּה֮ יָדַ֢עְתָּ נְֽתִיבָ֫תִ֥י בְּאֹֽרַח־ז֥וּ אֲהַלֵּ֑ךְ טָמְנ֖וּ פַ֣ח לִֽי׃    | Cuando mi espíritu se abrumaba dentro de mí, tú conocías mi camino. En el camino por donde andaba, me han tendido una trampa a escondidas. | ἐν τῷ ἐκλείπειν ἐξ ἐμοῦ τὸ πνεῦμά μου, καὶ σὺ ἔγνως τὰς τρίβους μου· ἐν ὁδῷ ταύτῃ, ᾗ ἐπορευόμην, ἔκρυψαν παγίδα μοι.             |
| 4     | הַבֵּ֤יט יָמִ֨ין ׀ וּרְאֵה֮ וְאֵֽין־לִ֢י מַ֫כִּ֥יר אָבַ֣ד מָנ֣וֹס מִמֶּ֑נִּי אֵ֖ין דּוֹרֵ֣שׁ לְנַפְשִֽׁי׃    | Miré a mi derecha y no vi a nadie que me conociera; mi refugio me falló, nadie se preocupaba por mi alma.                                  | κατενόουν εἰς τὰ δεξιὰ καὶ ἐπέβλεπον, καὶ οὐκ ἦν ὁ ἐπιγινώσκων με· ἀπώλετο φυγὴ ἀπ᾿ ἐμοῦ, καὶ οὐκ ἔστιν ὁ ἐκζητῶν τὴν ψυχήν μου. |
| 5     | זָעַ֥קְתִּי אֵלֶ֗יךָ יְ֫הֹוָ֥ה אָ֭מַרְתִּי אַתָּ֣ה מַחְסִ֑י חֶ֝לְקִ֗י בְּאֶ֣רֶץ הַחַיִּֽים׃                | Clamé a ti, oh Señor; dije: «Tú eres mi refugio y mi porción en la tierra de los vivientes».                                               | ἐκέκραξα πρὸς σέ, Κύριε, εἶπα· σὺ εἶ ἡ ἐλπίς μου, μερίς μου εἶ ἐν γῇ ζώντων.                                                     |
| 6     | הַקְשִׁ֤יבָה ׀ אֶֽל־רִנָּתִי֮ כִּֽי־דַלּ֢וֹתִ֫י מְאֹ֥ד הַצִּילֵ֥נִי מֵרֹדְפַ֑י כִּ֖י אָמְצ֣וּ מִמֶּֽנִּי׃       | Escucha mi clamor, porque estoy muy abatido; líbrame de mis perseguidores, porque son más fuertes que yo.                                  | πρόσχες πρὸς τὴν δέησίν μου, ὅτι ἐταπεινώθην σφόδρα· ῥῦσαί με ἐκ τῶν καταδιωκόντων με, ὅτι ἐκραταιώθησαν ὑπὲρ ἐμέ.               |
| 7     | ה֘וֹצִ֤יאָה מִמַּסְגֵּ֨ר ׀ נַפְשִׁי֮ לְהוֹד֢וֹת אֶת־שְׁ֫מֶ֥ךָ בִּ֭י יַכְתִּ֣רוּ צַדִּיקִ֑ים כִּ֖י תִגְמֹ֣ל עָלָֽי׃ | Sácame de la prisión, para que alabe tu nombre; los justos me rodearán, porque tú me colmarás de bien.                                     | ἐξάγαγε ἐκ φυλακῆς τὴν ψυχήν μου τοῦ ἐξομολογήσασθαι τῷ ὀνόματί σου· ἐμὲ ὑπομενοῦσι δίκαιοι, ἕως οὗ ἀνταποδῷς μοι.               |

### Versión King James
El siguiente es el texto en inglés del Salmo de la Biblia King James.
Salmo 115:1 Masquil de David; Oración cuando estaba en la cueva.
1. Clamé a Jehová con mi voz; con mi voz a Jehová hice mi súplica.
2. Derramé mi queja delante de él; mostré delante de él mi angustia.
3. Cuando mi espíritu se abrumaba dentro de mí, entonces tú conocías mi camino. En el camino por donde andaba me tendieron una trampa a escondidas.
4. Miré a mi derecha y contemplé, pero no había nadie que me conociera: me faltó refugio; nadie se preocupó por mi alma.
5. Te clamé, oh Señor: dije: Tú eres mi refugio y mi porción en la tierra de los vivientes.
6. Atiende a mi clamor, porque estoy muy abatido; líbrame de mis perseguidores, porque son más fuertes que yo.
7. Saca mi alma de la cárcel, para que alabe tu nombre; los justos me rodearán, porque tú me serás propicio.

### Numeración de versículos
En la Biblia hebrea, el Salmo 142:1 comprende la designación
Maschil de David; Una oración cuando estaba en la cueva. (KJV)
A partir de entonces, los versículos 1-7 en la mayoría de las versiones en inglés corresponden a los versículos 2-8 en el texto hebreo.

### Versículo 2
«Derramo mi queja ante Él»;
«Declaro ante Él mi angustia».
Barnes señala que el salmista no está tanto «quejándose» como meditando u orando por liberación.

## Comentarios

### De la Iglesia católica

#### A todo el salmo
Este salmo se relaciona con el anterior por la fuerza de la súplica del orante, que se siente perseguido y atrapado, y acude a Dios como único refugio (cf. Salmo 141 y 142). A diferencia del salmo anterior, aquí se acentúa la soledad del que reza y no se menciona el deseo de castigo para sus enemigos. Por eso, tradicionalmente se ha vinculado con el momento en que David se escondía en una cueva, viéndolo como símbolo del hombre acosado. El salmo comienza con el lamento del salmista, que en medio de su angustia clama al Señor (vv. 2-3). Luego pide que Dios observe su situación y lo libre de quienes lo persiguen (vv. 4-8). Finaliza expresando su confianza en que será escuchado (v. 8b). Esta oración del perseguido encuentra su plenitud en las palabras de Jesús en la cruz: «Padre, en tus manos encomiendo mi espíritu» (Lc 23,46). Dios respondió a esa súplica con la resurrección, cumpliendo así la promesa de salvación (cf. Hb 5,7).

#### A los versículos 1-3
El título de este salmo, como en otros casos, intenta situar su composición en un contexto histórico concreto. Se refiere a una etapa en la vida de David, probablemente cuando se refugiaba en una cueva para escapar de sus enemigos. En la tradición cristiana, este pasaje ha sido interpretado también en clave cristológica. San Jerónimo, en su Breviarium in Psalmos, señala que el salmo puede aplicarse a Cristo, el verdadero David. Así como David se ocultó en una cueva huyendo de Saúl, Cristo entró en el mundo y fue perseguido. En esta línea de interpretación, el versículo 5 se entiende como una expresión del propio Jesús: “todos mis discípulos me han abandonado y han huido”.
Aunque el salmista inicia refiriéndose al Señor en tercera persona, el contenido revela que se está dirigiendo directamente a Él, como se confirma en el versículo 6. La expresión «con mi voz» subraya la intensidad y la dimensión íntima de la oración, destacando su profundidad más allá de la forma exterior.

#### A los versículos 4-8
El salmista recurre al conocimiento que Dios tiene de su vida y conducta, y le presenta su situación, pidiéndole que la observe con atención. Sin embargo, en la traducción de los Setenta y la Neovulgata, el inicio del versículo 5 aparece en primera persona —«yo miraba y me fijaba»—, interpretando que es el salmista quien toma conciencia de su situación y la expone ante Dios. En este contexto, el orante, como si fuera un levita, reconoce al Señor como su única herencia en el «país de los vivientes» (cf. Nm 18,20; Sal 16,2). Consciente de su debilidad, acude a Él en busca de liberación, ya que no tiene fuerzas por sí mismo (v. 7). Su existencia está en peligro y sin salida, y suplica poder seguir viviendo para dar gracias al Señor (v. 8).

## Usos

### Iglesia católica
En la liturgia católica, este salmo se ha recitado en las Vísperas desde la Edad Media. Según la Regla de San Benito (530), este salmo aparecía tradicionalmente el viernes por la noche.  Se sabe que este salmo fue recitado por San Francisco de Asís en su lecho de muerte.
En la actual Liturgia de las Horas, este salmo se recita en las vísperas del sábado de la primera semana del ciclo de cuatro semanas. Para facilitar la comprensión se le asigna a cada salmo un título en rojo (rúbrica) que no forma parte del salmo. El título del Salmo 143 es Tú eres mi refugio.

### Iglesia copta ortodoxa
En el Agpeya, el libro de horas de la Iglesia copta, este salmo se reza en el oficio de Completas y la tercera vigilia del oficio de medianoche.

### Libro de Oración Común
El salmo 142 se reza o canta en la oración de la tarde del día 29 del mes siguiente a las rúbricas del Libro de Oración Común.

## Ajustes musicales
Heinrich Schütz compuso una paráfrasis métrica del Salmo 142 en alemán, «Ich schrei zu meinem lieben Gott», SWV 247, para el Salterio Becker, publicado por primera vez en 1628.
Artemy Vedel compuso un concierto coral basado en el Salmo 142, Glasom moim. polifónico del salmo han sido compuestos por Andreas Hakenberger, Gracián Babán, y Jules Van Nuffel, entre otros.